# 大阪府立高津高等学校
大阪府立高津高等学校（おおさかふりつこうづこうとうがっこう、英称: Osaka Prefecture Kozu High School）は、大阪府大阪市天王寺区餌差町に所在する公立高等学校。

## 概要
1918年に旧制中学校として創立した。全日制の課程を設置している。長らく普通科を設置していたが、2011年度に文理学科が併設され、2018年度入学生より文理学科に一本化された。
またかつては定時制課程も併設されていたが、大阪府の定時制高校再編方針により1999年に閉課程となっている。
校内にある「高津宮址碑」は、大阪市歌の冒頭にある「高津宮」の起源と伝えられ、校名もこれに由来する。
校章は旧制中学の「中」を表す六稜に山桜紋。大阪市内の府立中学校は校章の左右に創立順を表すラインを付していたが、当校はラインをやめ山桜の花弁（五枚）で「市内第五中学」であることを表している。現校舎の正面に付いている校章も、「中」の中縁取りを埋めていない旧制高津中学時代のデザインである。

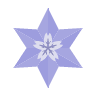
校章

校歌は、当時の生徒で現ジャズピアニストの大塚善章（29期）が作曲したものである。一番に上町台地の校舎から眺める「山（生駒山）」、二番に校是のキーワード「自由」が愛と平和の間に、そして三番に校章の「星（六稜）・桜」がそれぞれ歌い込まれている。なお高津の校名は、三番になるまで登場しない。旧制高津中学校校歌は、高木及言が作詞、永井巴が作曲した。冒頭に「高津宮跡」があるが、やはり校名は歌われていない。
服装は自由で制服などは特に定められていない。校章も購買で販売されているが着用は自由である。
進路指導に力を入れ、生徒に対する進路指導プログラムとして「進路週間」「進路講演会」のほか、進学のための「早朝講習」「土曜講習」、長期休暇中の講習を実施している。
1987年に放送されたNHK朝の連続テレビ小説『はっさい先生』の舞台である“（架空の）上本町中学”のモデル校になり、当時はまだ旧校舎が残っていた高津高校でロケも行われた。

## 沿革

### 旧制高津中学校
中等教育機関の入学難を緩和させるため、大阪府が大正中期に新設した旧制中学校5校のひとつとなる。
1918年3月28日の文部省告示第38号により、大阪府立第十一中学校が大阪市に設置されることが認可された。設置当初は正式な場所は決まっておらず、大阪市北区北野茶屋町・心華小学校を仮校舎として設置された。
翌1919年3月28日の文部省告示第70号により大阪府立高津中学校と改称し、直後の1919年4月に大阪市東区東高津北之町（当時）の現在地に校舎が竣工して移転している。1922年には大阪府の学校では初めてとなる、鉄筋コンクリート校舎が竣工している。
初代校長の三沢糾は「自由と創造」を掲げ、「東の伊藤（東京府立第五中学校）、西の三沢」と称され、大正自由教育運動の象徴の学校とされた。
1934年9月21日の室戸台風では木造校舎が倒壊したが、校内での人的被害はなかった。
1945年3月13日深夜から3月14日未明にかけての第一次大阪大空襲では、校舎や倉庫などを焼失している。また5月22日、6月5日の空襲でも校舎に被害を受けている。空襲で被災した校舎は1948年2月に復旧した。

### 高津高等学校
1948年の学制改革により、全日制普通科・定時制普通科を併設する大阪府立高津高等学校が発足した。同年4月28日付で近隣の大阪府立清水谷高等学校（旧制清水谷高等女学校）と生徒・教職員を交流し、男女共学となった。
1956年新入生より、英語科について進度別のクラス編成をおこなうことにした。しかし反対もあり、1959年に通常のクラス編成へと戻されている。また同時期には、選択科目としてドイツ語が開講された。
1969年から1970年にかけては学園紛争の影響を受け、一部生徒が学校を封鎖する騒ぎも何度か発生している。
校舎老朽化に伴う建て替え工事により、1992年には新校舎が完成した。2002年度から2006年度にかけての5年間、大阪府教育委員会からエル・ハイスクール事業の指定を受けた。また2008年には スーパーサイエンスハイスクールの指定を受けている。
2009年には大阪府教育委員会の進学指導特色校事業の対象校になり、2011年度より従来の普通科に加えて文理学科を併設した。大阪府教育委員会の方針により、普通科と文理学科の併設校について文理学科へ一本化することになったことに伴い、2018年度入学生より文理学科に一本化され、普通科は2017年度入学生を最後に募集停止された。

### 定時制
1934年に各種学校の大阪府立高津夜間中学校が併設されたことが、定時制の起源となる。経済的事情で進学断念を余儀なくされた勤労青少年が向学心から独学に励み、専門学校入学者検定を目指す事例が増えていたという当時の社会状況を踏まえ、大阪府が勤労青少年の勉学意欲をかなえるとして夜間中学校を設置する方針をとったことが背景にある。大阪府立の夜間中学校としては、市岡夜間中学校（のちの大阪府立市岡高等学校定時制課程、1933年設置）に次いで2校目の設置となった。
夜間中学校は1943年の中等学校令により中等学校として扱われるようになって大阪府立高津第二中学校と称した。
1948年の学制改革により、大阪府立高津高等学校定時制課程として再編された。
しかし1995年、大阪府の定時制高校再編策により、高津高校を含む府立高校6校の定時制（高津・市岡・今宮・勝山・守口・佐野）が募集停止となることが発表された。学校関係者は他の対象校の関係者とも連携しながら廃校反対運動を起こしたが、廃校の方針が決まり、1996年以降の新入生募集を停止した。在校生が卒業した1999年3月に閉課程となった。なお、同時期に開設された大阪府立桃谷高等学校定時制課程が、高津・勝山の両校定時制課程の実質的な後継校として位置づけられている。

### 年表
- 1918年4月 - 大阪府立第十一中学校として開校。北区に仮校舎を設置。
- 1919年3月 - 大阪府立高津中学校に改称。
- 1919年4月 - 大阪市東区東高津北之町（当時）の現在地に移転。
- 1934年 - 高津夜間中学校（のちの定時制課程）を設置。
- 1948年4月 - 学制改革により大阪府立高津高等学校となる。
- 1948年4月 - 男女共学制実施にあたり、大阪府立清水谷高等学校（旧制大阪府立清水谷高等女学校）と生徒・教員を半分ずつ交換。
- 1949年8月 - 第31回全国高等学校野球選手権大会に大阪府代表として出場。
- 1992年 - 新校舎完成。
- 1996年 - 定時制課程の募集を停止。
- 1999年3月 - 定時制課程を閉課程。
- 2002年 - 大阪府教育委員会からエル・ハイスクール事業の指定を受ける（2006年度まで）。
- 2008年 - スーパーサイエンスハイスクールの指定を受ける。
- 2011年 - 文理学科を設置。大阪府教育委員会からグローバル・リーダーズ・ハイスクール(GLHS)の指定を受ける。
- 2018年 - この年入学の学年から文理学科に一本化。普通科を募集停止（2020年3月閉科）

## 部活動
1949年に野球部が第31回全国高等学校野球選手権大会に初出場した。

## 交通
- 近鉄大阪線・難波線（奈良線） 大阪上本町駅より北東へ約800 m
- Osaka Metro谷町線・千日前線 谷町九丁目駅より北東へ約1 km
- 大阪環状線、近鉄大阪線（奈良線）、Osaka Metro千日前線 鶴橋駅より北西へ約1 km
- Osaka Metro長堀鶴見緑地線 玉造駅より南西へ約1 km
- 大阪環状線 玉造駅より南西へ約1.2 km